# 旺道
旺道（英語：Vaughan Road）是加拿大安大略省多倫多的一條道路。其為非直向集流道路，與北部的伏流法蘭堡溪平行。旺道始於聖卡拉西路以南的巴佛士街，接着成為南北向的道，因而有了它的地址編號系統，然後又變成西北–東南向的街道。最後，旺道終止於艾靈頓路夾德化林街路口附近的一條盡頭路。旺道學校因該道路得名，該校於2017年6月30日關校。

## 外部連結
- History of Vaughan Road （页面存档备份，存于）
- Eyes on St. Clair West (see pg. 69)

43°41′20″N 79°25′57″W / 43.6889°N 79.4325°W